# Alain Colas
Alain Colas foi um navegador francês nascido em 1943 e que desapareceu em 1978 ao largo dos Açores
Primeiro velejador a efetuar uma volta ao mundo à vela num multicasco, Alain Colas partiu para a Austrália aos 22 anos como professor de francês do St John’s College onde ensinou literatura francesa.
Em 1967 encontra Éric Tabarly que disputa a regata Sydney-Hobart e lhe propõe embarcar como membro da equipagem. Alain descobre a navegação à vela e durante três anos navega com Tabarly.
Em 1972 com o trimaran Pen Duick IV, que havia comprado a Tabarly, parte de Plymouth, na Inglaterra, na quarta Transat Inglesa e chega a Newport nos Estados Unidos em vencedor pulverizando à passagem com recorde em 20 dia 13 horas e 15 minutos. Com esse mesmo barco, rebatizado como Manueva, parte de Saint-Malo em 1974 e bate o recorde de 32 dias mas volta ao mundo em solitário.

## O(s) acidente(s)
Quando em 1975 concebe e realiza a construção de um gigantesco quatro mastros, o Clube Mediterrâneo para correr em solitário na Transat Inglesa de 1976, sofre um grade acidente que lhe ia custando a amputação do pé direito. Do leito do hospital, onde sofreu mais de 22 operações, segue a construção do gigantesco navio e em junho de 1976 está à partida da Transat Inglesa em solitário, e termina em Newport, em segundo 7 horas e 28 minutes atrás de Éric Tabarly, mas acaba por ser relegado ao quinto posto por irregularidade na manobra na escala que fez na Terra Nova.
Em 1978 está à partida com o Manureva da Route du Rhum e quando nas paragens dos Açores é apanhado numa forte tempestade onde desaparece.